# سفارة كوستاريكا في الولايات المتحدة
سفارة كوستاريكا في الولايات المتحدة هي أرفع تمثيل دبلوماسي لدولة كوستاريكا لدى الولايات المتحدة. تقع السفارة في شمال غربي واشنطن العاصمة وهي تهدف لتعزيز المصالح الكوستاريكية في الولايات المتحدة.

## وصلات خارجية
- قائمة سفارات كوستاريكا
- قائمة السفارات في الولايات المتحدة